# Mens rea
Mens rea (latino, trad. mente colpevole) in diritto penale è l'elemento psicologico in un crimine, lo stato della mente di chi lo commette, diverso secondo il tipo di crimine. Elementi legati al concetto di mens rea si possono considerare la premeditazione, l'intenzione di compiere un reato (intento criminoso), la negligenza, e la sconsideratezza (recklessness); questo stato è legato al concetto di responsabilità penale.